# Mimulopsis
Mimulopsis es un género de plantas con flores perteneciente a la familia Acanthaceae. El género tiene 32 especies de hierbas descritas y de estas, solo 4 aceptadas. Son naturales de África y Madagascar.

## Taxonomía
El género fue descrito por  Claus Baden y publicado en Verhandlungen der Kaiserlich-Königlichen Zoologisch-Botanischen Gesellschaft in Wien 18: 677. 1868. La especie tipo es: Mimulopsis solmsii Schweinf.

## Especies
- Mimulopsis hildebrandtii Lindau
- Mimulopsis lyalliana (Nees) Baron
- Mimulopsis madagascariensis (Baker) Benoist
- Mimulopsis solmsii Schweinf.